# Zatoka Anadyrska
Zatoka Anadyrska (ros. Анадырский залив, Anadyrskij zaliw) – zatoka Morza Beringa, w azjatyckiej części Rosji.
Leży na wschód od Niziny Anadyrskiej, na południe od Półwyspu Czukockiego; długość 278 km, szerokość u wejścia ok. 400 km; głębokość do 105 m; dobrze rozwinięta linia brzegowa, liczne zatoki drugorzędne (Liman Anadyrski, Zatoka Świętego Krzyża). Główny port Anadyr.
Przez 10 miesięcy w roku pokryta lodem. Pływy morskie o wysokości do 3 m.